# Fragrant Drive
Fragrant Drive（フラグラント ドライブ）は、かつて存在した日本の女性アイドルグループ。略称はフラドラ。日本コロムビアの女性アイドルレーベル「Label The Garden」からメジャー・デビューした。

## 概要
日本コロムビアのアイドルレーベルLabel The Garden（以下、LTG）所属のアイドルグループseeDreamとClef Leafを統合して結成された。
グループ名のFragrant（香り）とDrive（衝動・加速）にはコンセプトである「世界中を幸せな香りで包みたい」という意味のほか、「このグループで衝動を与えていこう」、「アイドル界をみんなで駆け抜けて行こう」という想いが込められいる。また、ファンは「フレーバー」と呼ばれる。
衣装は長らくグループカラーの赤を基調としていたが、白衣装、メンバーカラー衣装、カラフル衣装へと変遷していった。
ライブでは自身の曲に加えてLTG所属グループの曲（Label The Garden#作品を参照）も披露している。

## 略歴
2018年
12月9日、seeDreamとClef Leafを統合してFragrant Driveを結成。山野ホールで開催された『LIVE SHOW CASE 2018〜アイドルの加速器になりたい〜』でデビュー。
2019年
1月31日、SHOWROOM『フラドランド』に於いてファンの名称が「フレーバー」に決定。
2月21日、坂下が脱退。
3月27日、デビューシングル「胸の奥のVermilion」を発売。
4月28日、1stワンマンライブ『胸の奥のVermillion』をTSUTAYA O-Crestで開催。
2020年
3月26日、新型コロナウイルス (COVID-19) の影響により、3月29日に渋谷・REXで開催予定の2ndワンマンライブ『Still Growing Up』の中止を発表。
5月2日、加藤が『Still Growing Up〜加藤真凛 Farewell Party〜』を以て脱退。
9月27日、葉山と西岡が『Fragrant Drive Thumva Showcase 〜葉山ゆず&西岡玲菜 Farewell Party〜』を以て脱退。
9月30日、日本コロムビアを退所。
11月7日、辻と三田が渋谷・duo MUSIC EXCHANGEで開催された『サコフェスvol.3』で加入して新体制での活動を開始。
2022年
4月29日、アオハリウム東京での新体制お披露目ライブで小日向・千代田・乃上・三丸の4人が加入。
2024年
12月28日、翌年7月20日をもって解散することを発表。

## メンバー
| 名前                       | 愛称       | 生年月日（年齢）       | 出身地 | 担当色             | 加入期 | 備考                                |
| -------------------------- | ---------- | ---------------------- | ------ | ------------------ | ------ | ----------------------------------- |
| 板橋加奈 いたばし かな     | かなな     | 1996年8月9日（29歳）   | 福島県 | ラベンダーパープル | 1期    | リーダー 元せせらぎ小町→前Clef Leaf |
| 片桐みほ かたぎり みほ     | みっぽ     | 1998年7月5日（27歳）   | 北海道 | シトラスオレンジ   | 1期    | 前seeDream                          |
| 辻梨央 つじ りお           | りいち     | 1998年7月16日（27歳）  | 滋賀県 | ホワイトムスク     | 2期    | 元フルーレット                      |
| 小日向美咲 こひなた みさき | みさうさ   | 2002年10月20日（22歳） | 千葉県 | ピーチピンク       | 3期    | 元PASTELL                           |
| 乃上恋々 のがみ ここ       | ここちゃん | 2003年4月23日（22歳）  | 千葉県 | シャボンブルー     | 3期    |                                     |
| 三丸結愛 みつまる ゆあ     | ゆあち     | 2004年3月16日（21歳）  | 東京都 | ライムグリーン     | 3期    |                                     |

### 旧メンバー
| 名前                     | 生年月日（年齢）       | 出身地   | 脱退      | 加入期 | 備考                                              |
| ------------------------ | ---------------------- | -------- | --------- | ------ | ------------------------------------------------- |
| 坂下雅 さかした みやび   | 2002年2月4日（23歳）   | 愛知県   | 2019年2月 | 1期    | 前Clef Leaf 後になんキニ!                         |
| 加藤真凛 かとう まりん   | 1999年6月10日（26歳）  | 埼玉県   | 2020年5月 | 1期    | サブリーダー、前seeDream 後に#ジューロック        |
| 西岡玲菜 にしおか れな   | 2000年4月18日（25歳）  | 神奈川県 | 2020年9月 | 1期    | 前seeDream                                        |
| 葉山ゆず はやま ゆず     | 2000年10月11日（24歳） | 茨城県   | 2020年9月 | 1期    | 前seeDream                                        |
| 伊原佳奈美 いはら かなみ | 1999年7月24日（26歳）  | 埼玉県   | 2022年3月 | 1期    | ピンク 前Clef Leaf                                |
| 三田のえ みた のえ       | 2002年2月13日（23歳）  | 栃木県   | 2022年3月 | 2期    | 水色 後にグラビアアイドル兼フォトグラファーへ転身 |

## 作品
順位はオリコン週間ランキング最高位。

### シングル
1. 胸の奥のVermilion[19]（2019年3月27日、17位）
2. ガルスピ 〜Smells Like Girl Spirit〜[20]（2019年12月18日、10位）

### オリジナル曲
特記なき場合、作詞はSean Sheller（貝塚翔太朗）。
1. 胸の奥のVermilion
  - 作曲：kiyo、編曲：kiyo、貝塚翔太朗、振付：B.M.H[21]
2. Magnet
  - 作曲・編曲：彩雨
3. パピナ
  - 作曲・編曲：久下真音
4. Melt
  - 作曲・編曲：村山シベリウス達彦
5. ガルスピ 〜Smells Like Girl Spirit〜
  - 作曲・編曲：久下真音、振付：B.M.H[22]
6. Snow Dust
  - 作曲・編曲：村山シベリウス達彦、振付：メイリ[20]
7. Growing Up
  - 作曲・編曲：彩雨
8. Dance Flight
  - 作曲・編曲：kiyo、振付：槙田紗子[20]
9. Want Your Love
  - 作曲・編曲：kiyo[23]
10. ふたりのストーリー
  - 作曲・編曲：村山シベリウス達彦、振付：槙田紗子
11. 好きだ!
  - 作曲・編曲：村山シベリウス達彦、振付：B.M.H
12. ぼくらのうた
  - 作曲・編曲：村山シベリウス達彦

## ライブ
主なもの
- 定期公演『Seven Seeds』（南青山・Future SEVEN）
- 定期公演『LTG Blooming Session』（AKIBAカルチャーズ劇場）
- 1stワンマンライブ『胸の奥のVermillion』（2019年4月28日、TSUTAYA O-Crest）[24]
- 単独公演『Fragrant Drive 60min GIG in AK』（2021年6月27日、池袋AKビル）[25]

### 参加ライブ
- 3D LIVE Revolution＠台北（2019年6月22日・23日、台湾・Jack's Studio）
  - 2019年11月16日・17日、台湾・Jack's Studio
- TOKYO IDOL FESTIVAL 2019（2019年8月2日・4日、お台場・青海周辺エリア）[26]
- ギルドフレンズ ULTRAライブ Vol.1 in 台北（2019年8月18日、台湾・CLAPPER STUDIO）
- @JAM EXPO 2019（2019年8月24日、横浜アリーナ）- 『真夏の真剣勝負～運試し！～じゃんけんの乱～』準優勝枠[27][28]
  - @JAM ONLINE FESTIVAL 2020（2019年8月30日、Blueステージ：AKIBAカルチャーズ劇場）[29]

## 出演

### テレビ
- IDOLドキュメントバラエティー 〜Label The Garden☆Story〜（2019年、Kawaiian TV）[30]
- えりぬきアイドルがその場で調べるニュースの結論（略して）バラ売り（2019年、Kawaiian TV）

### ラジオ
- ラジオのアナ〜ラジアナ「かなみんジャンプRadio♪」（2018年1月 - 2020年9月、NACK5） - 伊原[31]

### イベント
- TOKYO GRAVURE IDOL FESTIVAL 2019（2019年8月）- 伊原、西岡、葉山、加藤[32]
  - TOKYO GRAVURE IDOL FESTIVAL ONLINE 2020（2020年10月）- 伊原[33]

## 書籍

### 写真集
- 西岡玲菜『おとなばぶ』アイドルヴィレッジ、2019年12月9日。ISBN 978-4909837462。 - 西岡